# Оливейра, Ренан
Ренан Оливейра (порт. Renan Oliveyra; полное имя — Ренан Энрике Оливейра Виера, порт. Renan Henrique Oliveyra Viera); родился 29 декабря 1989, Итабира, Бразилия) — бразильский футболист, полузащитник клуба «Судува».

## Карьера
Ренан дебютировал в домашнем проигранном матче против «Гуарани-МЖ», 6 апреля 2008 года в чемпионате штата Минас-Жерайс. А спустя неделю, 13 апреля 2008 года, Оливейра забил первый профессиональный гол в домашнем победном матче против «Тупи» 13 апреля 2008 года в чемпионате штата Минас-Жерайс.